# IC 5070
Туманность Пеликан (известная также как IC 5070 и IC 5067), находится на расстоянии от Земли около 2 тысяч световых лет в «высоко летящем» созвездии Лебедя. «Космического пеликана» можно найти на подходящем для него месте — недалеко от восточного «берега» туманности Северная Америка (NGC 7000), другой туманности с удивительно знакомой формой в созвездии Лебедя. Туманности Пеликан и Северная Америка — это части одной большой области звездообразования со сложной структурой, почти такой же близкой к нам, как и более известная туманность Ориона. С нашей точки зрения тёмные облака пыли обрисовывают глаз и длинный клюв пеликана, а яркий фронт ионизованного газа напоминает изогнутую шею и голову птицы.